# يوخن ريندت
يوخن ريندت (بالألمانية: Jochen Rindt) مواليد 18 أبريل 1942 في ماينتس، راينلند بالاتينات، ألمانيا، كان سائق فورملا 1 نمساوي سابق بدأ مسيرته الاحترافية سنة 1964. حائز على بطولة العالم للفورملا 1. كان أول سباق له هو جائزة النمسا الكبرى 1964. خاض خلال مسيرته 62 سباقاً فاز في 6 منها.

## سباقات شارك فيها
- لو مان 24 ساعة
- بطولة العالم للسيارات الرياضية

## بطولات حققها
- بطولة العالم للفورمولا 1
- جائزة ألمانيا الكبرى 1970

## روابط خارجية
- يوخن ريندت على موقع IMDb (الإنجليزية)
- يوخن ريندت على موقع ديسكوغز (الإنجليزية)
- يوخن ريندت على موقع قاعدة بيانات الفيلم (الإنجليزية)
- يوخن ريندت على موقع Racing-Reference.info (الإنجليزية)
- يوخن ريندت على موقع DriverDB.com (الإنجليزية)